# Ҍ
Ҍ (kleingeschrieben ҍ, auch Halbweichheitszeichen genannt) ist ein Buchstabe des kyrillischen Alphabets, das in der kildinsamischen Sprache verwendet wird. Das Zeichen sieht dem Ѣ (Jat) sehr ähnlich.

## Zeichenkodierung
| Standard  | Standard    | Majuskel Ҍ                            | Minuskel ҍ                          |
| --------- | ----------- | ------------------------------------- | ----------------------------------- |
| Unicode   | Codepoint   | U+048C                                | U+048D                              |
| Unicode   | Name        | CYRILLIC CAPITAL LETTER SEMISOFT SIGN | CYRILLIC SMALL LETTER SEMISOFT SIGN |
| UTF-8     | UTF-8       | D2 8C                                 | D2 8D                               |
| XML/XHTML | dezimal     | &#1164;                               | &#1165;                             |
| XML/XHTML | hexadezimal | &#x048C;                              | &#x048D;                            |